# Marpiré
Marpiré (auf Gallo „Marpirae“, auf Bretonisch „Marbererg“) ist eine französische Gemeinde mit 1.013 Einwohnern (Stand 1. Januar 2022) im Département Ille-et-Vilaine in der Bretagne. Sie gehört zum Kanton Vitré im Arrondissement Fougères-Vitré.

## Geografie
Die Gemeinde Marpiré liegt zehn Kilometer westlich von Vitré und 23 Kilometer östlich von Rennes. Sie grenzt im Norden an Val-d’Izé, im Nordosten an Landavran, im Osten an Champeaux, im Süden an Saint-Jean-sur-Vilaine, im Südwesten an Châteaubourg und im Nordwesten an La Bouëxière.

## Bevölkerungsentwicklung
| Jahr                       | 1962 | 1968 | 1975 | 1982 | 1990 | 1999 | 2011 | 2020 |
| Einwohner                  | 420  | 397  | 368  | 417  | 657  | 774  | 1097 | 1022 |
| Quellen: Cassini und INSEE |      |      |      |      |      |      |      |      |

## Sehenswürdigkeiten
- ehemalige Kirche Saint-Pierre
- heutige Kirche Saint-Pierre
- Rocher de La Salette
- Wasserturm

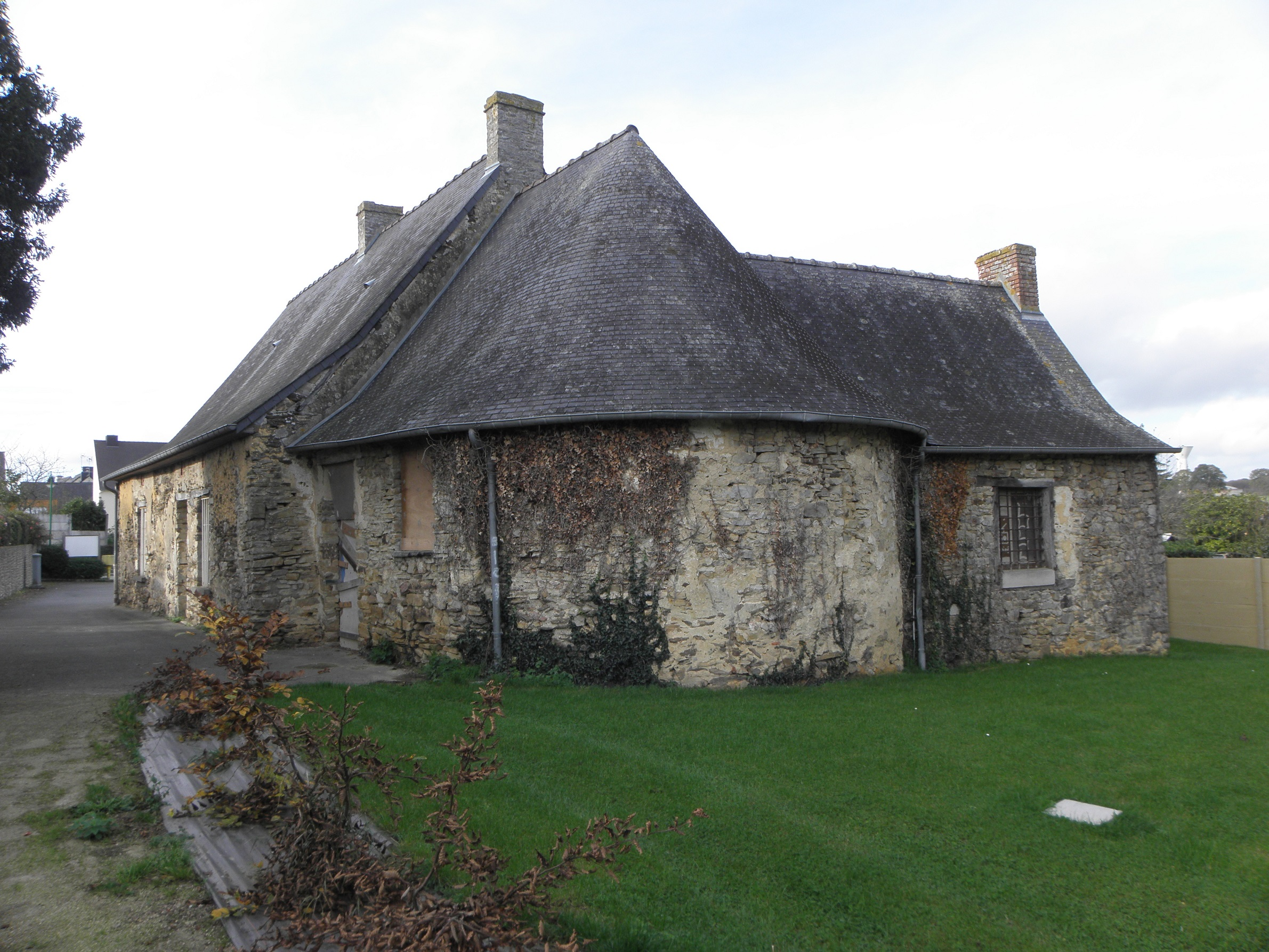
Ehemalige Kirche Saint-Pierre
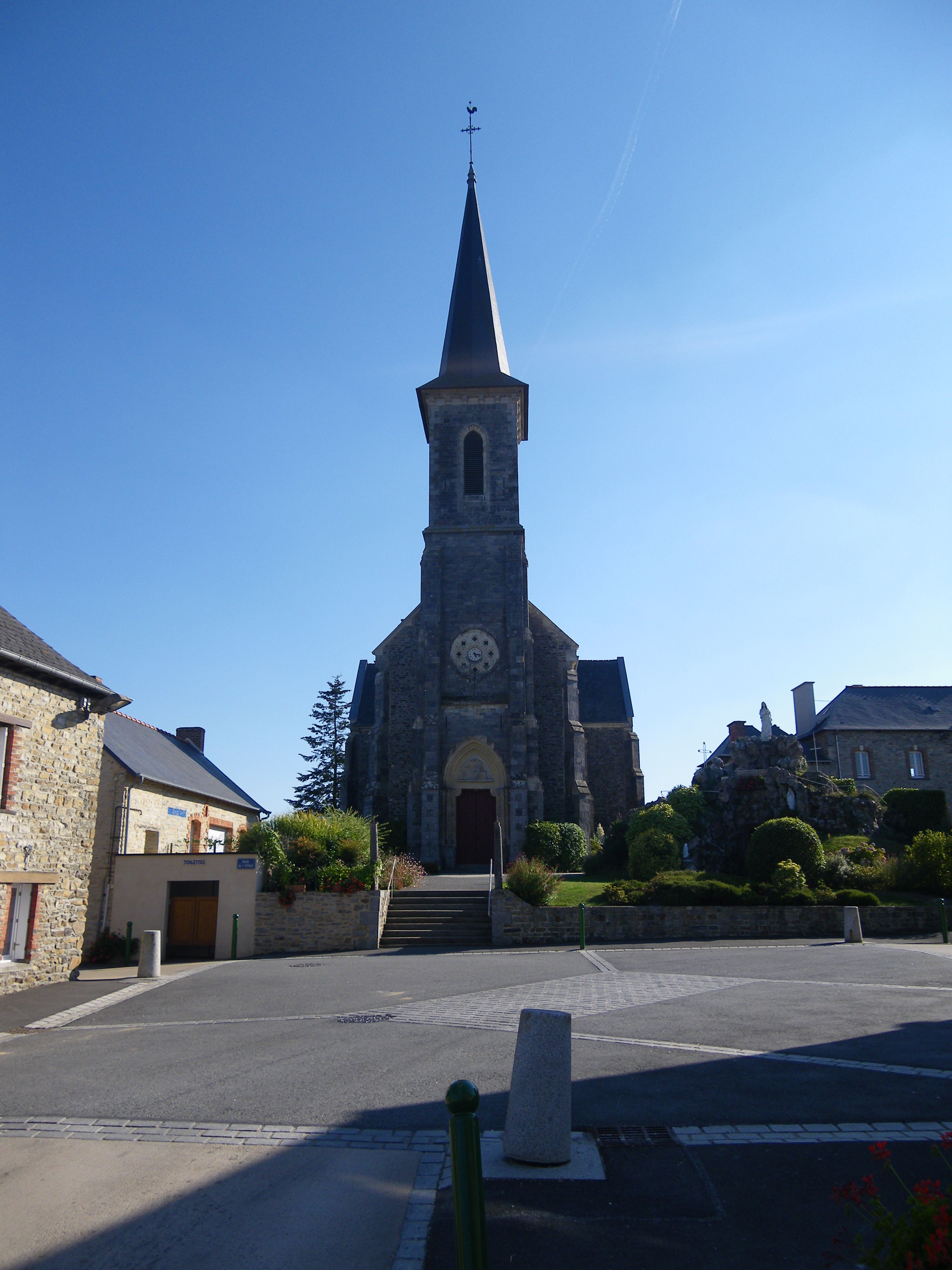
Heutige Kirche Saint-Pierre
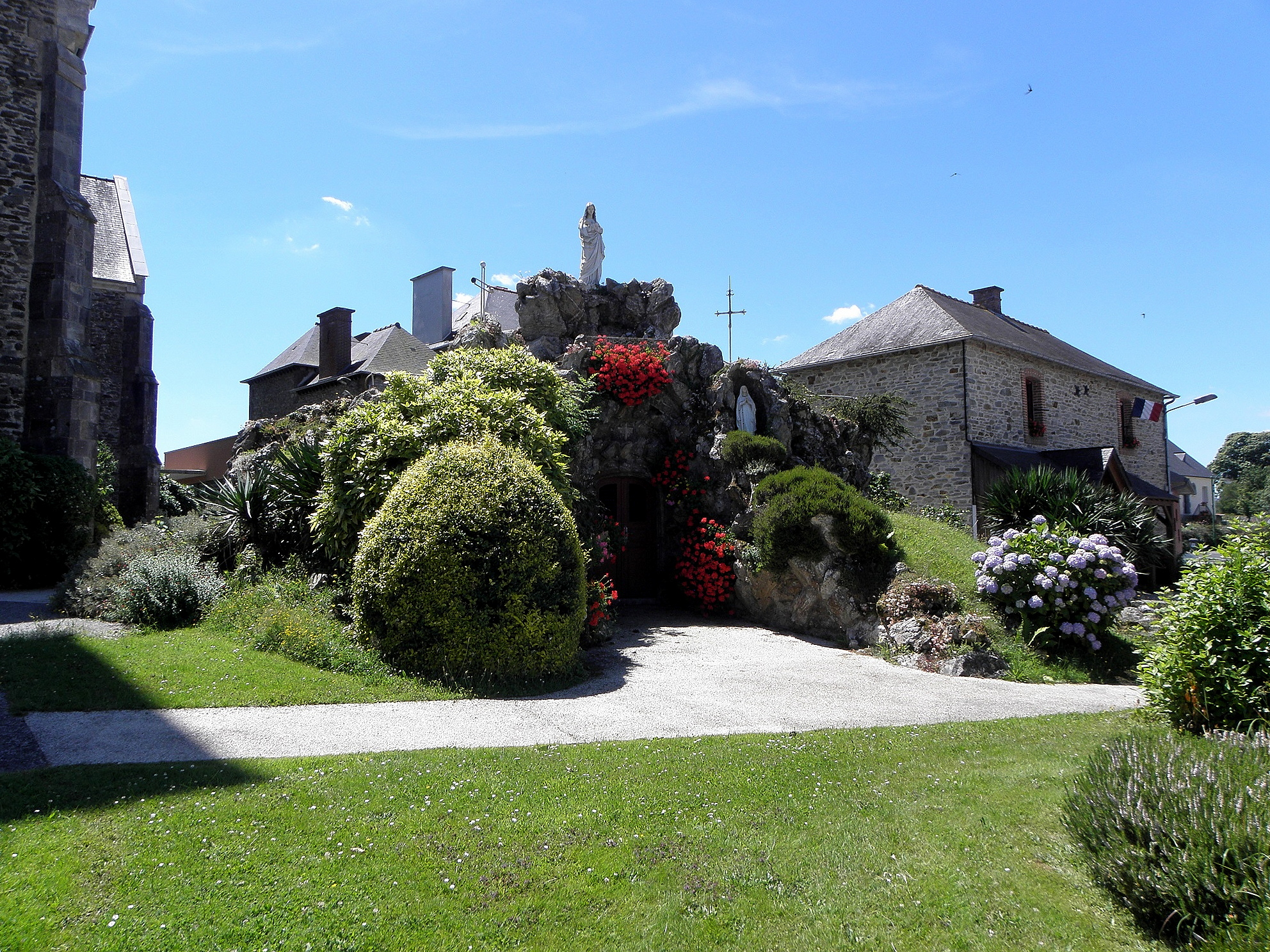
Rocher de la Salette
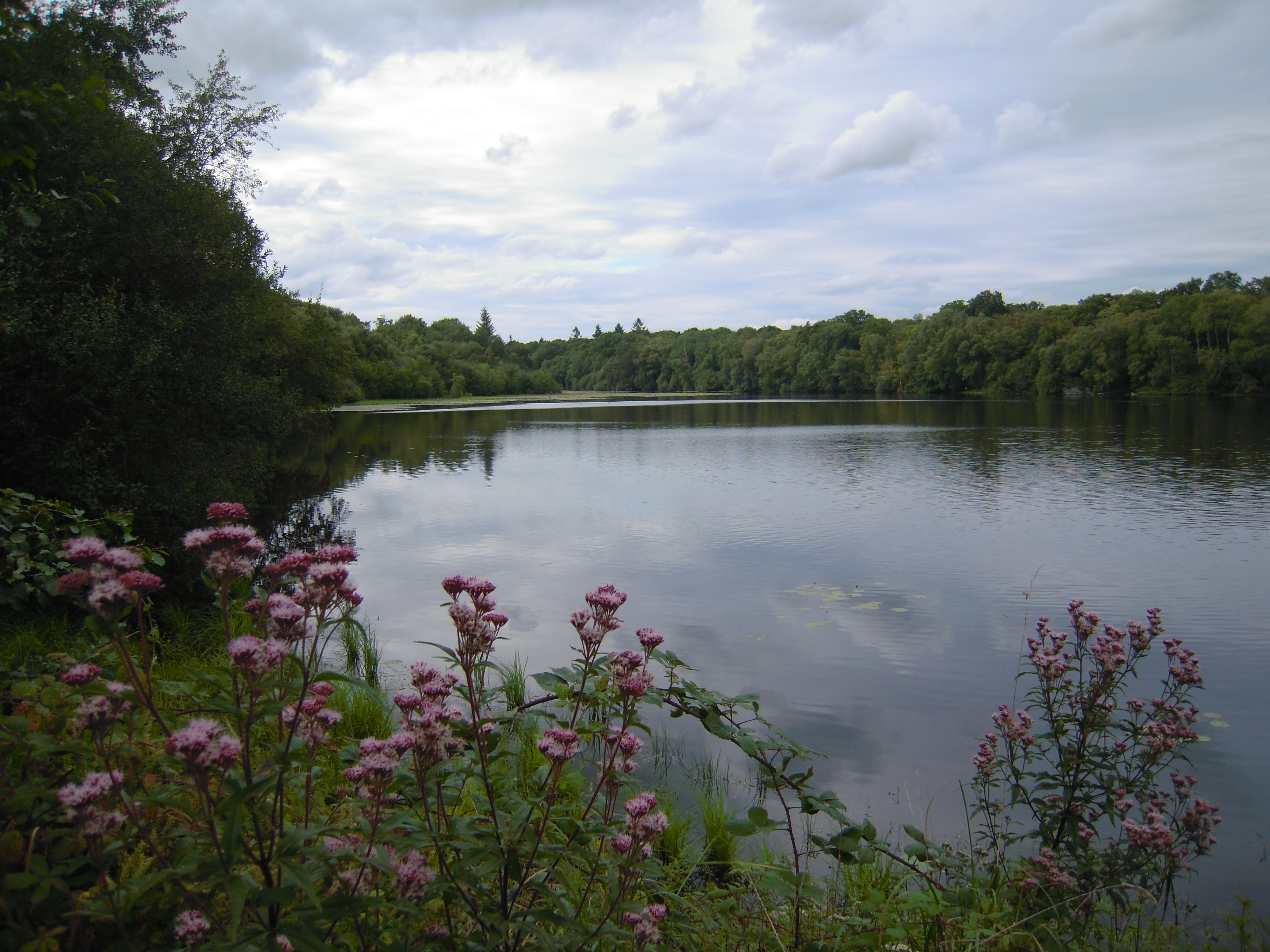
Étang de la Corbiere
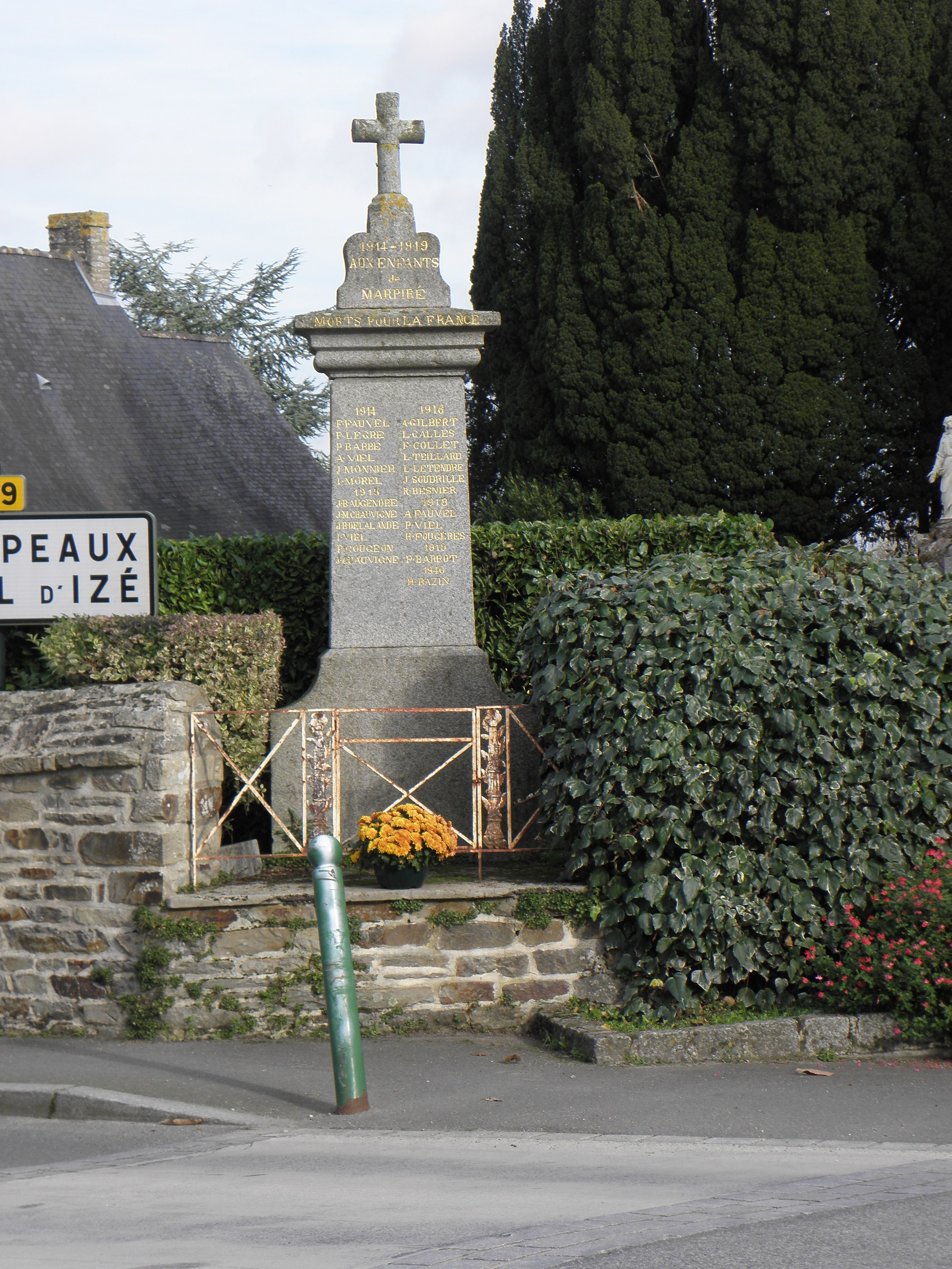
Gefallenendenkmal